# Уругвај
Уругвај (шп. Uruguay), званично Источна Република Уругвај (шп. República Oriental del Uruguay), (или Република Источно од реке Уругвај) држава је у Јужној Америци. Према северу и истоку граничи се Бразилом, према југоистоку има излаз на Атлантски океан док се према западу граничи са Аргентином. Простире се на површини нешто већој од 176.000 km² и друга је најмања држава Јужне Америке, после Суринама. Главни и највећи град је Монтевидео. Европљани су почели да се настањују на подручје данашњег Уругваја тек крајем 17. века када су Португалци основали колонију Сакраменто. Шпанци су почетком 18. века основали Монтевидео, као војно упориште које им је било потребно због територијалних аспирација. Уругвај се за независност изборио у раздобљу између 1811. и 1828, након борби са Шпанијом, Португалијом, Аргентином и Бразилом. Остао је предмет страног утицаја и интервенција током 19. века, са великом улогом војске на домаћој политичкој сцени све до краја 20. века. Данашњи Уругвај је демократска држава на челу са председником који је и шеф државе и премијер. Уругвај се често сврстава међу најразвијеније и најпросперитетније државе у Латинској Америци.

## Порекло имена
La República Oriental del Uruguay је раније значило република источно од Уругваја [реке], али се данас преводи као Источна Република Уругвај.
Порекло имена реке Уругвај је из језика народа Гварани. Тачно значење није најјасније али је највероватније река обојених птица.

## Географија

### Положај
Државе са којима се Уругвај граничи су: Бразил и Аргентина. Површина државе износи 176.215 km².

## Историја
Једини људи за које се са сигурношћу може тврдити да су настањивали данашњи Уругвај пре доласка Европљана били су припадници племена Чаруа, које је народ Гварани истерао из данашњег Парагваја пре 4.000 година.

### Колонизација
Шпанци су ступили на тло данашњег Уругваја 1516. године. Непостојање налазишта злата и сребра, као и јак отпор Индијанаца, одвратили су Шпанце од масовнијег настањивања ове области током 16. и 17. века. Прва трајна шпанска насеобина основана је 1624. у Соријану на реци Рио Негро. Португалци су од 1669. до 1671. направили тврђаву у Колонији дел Сакраменто. Ради спречавања ширења граница Бразила Шпанија је подстицала колонизацију ових крајева.
Почетком 18. века Шпанци су основали Монтевидео као војно упориште. Захваљујући добром географском положају Монтевидео се убрзо развио у важан трговински центар који је могао да парира и главном граду Вицекраљевства Рио де ла Плата, Буенос Ајресу.
Почетком 19. века на простору Уругваја дошло је до борби за превласт над басеном Рио де ла Плата, између британских, шпанских, португалских и других колонијалних сила. Британске трупе су након инвазије на Рио де ла Плату владале Монтевидеом од фебруара до септембра 1807. године.

### Борба за независност (1811—1830)
Хосе Хервасио Артигас је 1811. подигао устанак против шпанских власти, поразивши их 18. маја исте године у бици код Лас Пиједраса.
Нова власт је 1813. сазвала уставотворну скупштину у Буенос Ајресу на којој је Артигас наступио као велики заговорник федерализма, политичке и економске аутономије за сваку област, а посебно за Источну Обалу (шп. Banda Oriental). Скупштина је одбила да прихвати делегате са Источне Обале а представници Буенос Ајреса су наметнули систем заснован на унитарном централизму.
Као последица различитих погледа на уређење будуће државе долази до сукоба између Аргентинаца, Уругвајаца, и Шпанаца. У јуну 1814. Монтевидео се предао војсци из Буенос Ајреса али је Артигасова војска заузела град почетком 1815. године. Након повлачења трупа Буенос Ајреса формирана је прва аутономна влада Источне Обале. Артигас је затим основао Федералну лигу, која је обухватала шест провинција, од којих су четири касније постале део Аргентине.
Године 1816. Португалија је из Бразила напала Источну Обалу са 10.000 војника. Монтевидео је заузет у јануару 1817. године. Након скоро четири године борби Уједињено Краљевство Португалије, Бразила и Алгарвеса анектирало је Источну Обалу, назвавши је провинција Сисплатина. Као одговор на анексију, Тридесет и три Источњака, предвођена Хуаном Антонијом Лаваљехом, прогласила су независност 25. августа 1825. године. Њих су подржале Уједињене провинције Рио де ла Плате (данашња Аргентина).
 Овај догађај означио је почетак Сисплатинског рата, који је трајао 500 дана. Ниједна страна није успела да оствари превласт па је 1828. Споразумом у Монтевидеу Уругвај проглашен независном државом. Први устав Уругваја усвојен је 18. јула 1830. године.

### Сукоби између бланкоса и колорадоса
Након стицања независности Уругвај је био подељен на две политичке струје: конзервативне бланкосе (беле) предвођене Мануелом Орибеом, који су заступали сељаке; и либералне колорадосе (црвене) предвођене Фруктуосо Ривером, који су заступали привреднике из Монтевидеа. У то време у Уругвају је живело нешто мање од 75.000 људи од којих је једна четвртина била у Монтевидеу. Уругвајске политичке странке биле су тесно повезане са зараћеним политичким фракцијама у суседној Аргентини. Тако су колорадоси подржавали протеране аргентинске либерале унитариосе, који су у уточиште нашли углавном у Монтевидеу, док су бланкоси подржавали аргентинског председника Мануела де Росаса. Војска предвођена вођом колорадоса Ривером је 15. јуна 1838. свргнула са власти председника Мануела Орибеа, који је побегао у Аргентину. 
Ривера је 1839. објавио рат Росасу чиме је започео сукоб познат као Велики рат (шп. Guerra Grande) који је трајао наредних тринаест година.
Аргентинска војска је 1843. заузела Уругвај али не и Монтевидео. Опсада Монтевидеа је почела у фебруару 1843. и трајала је до 1852. године. Улазак Француске и Велике Британије у сукоб трансформисао га је у међународни конфликт. Британска и француска морнарица су привремено блокирале луку Буенос Ајрес у децембру 1845, да би касније поморске снаге ове две земље заштитиле прилаз Монтевидеу са мора. Француски и италијански легионари (Италијани предвођени Ђузепеом Гарибалдијем) учествовали су у одбрани града, заједно са колорадосима.
Разлог за улазак Француске и Велике Британије у овај сукоб био је обнављање трговине на нормалном нивоу у овом региону, тј. осигурање пловних путева на рекама Парана и Уругвај. С обзиром да нису остварили жељене циљеве Велика Британија и Француска се 1849. повлаче из сукоба и потписују споразум наклоњен Росасу. Када се чинило да ће Монтевидео коначно пасти дошло је до побуне против Росаса коју је предводио Хусто Хосе де Уркиза, гувернер аргентинске провинције Ентре Риос. Бразил се 1851. умешао у сукоб на страни колорадоса чиме је однос снага промењен и Орибе је поражен. Опсада Монтевидеа је окончана и Велики рат је завршен. Монтевидео се одужио Бразилу за подршку потписивањем више споразума којима су обе земље чвршће повезане.
Након одласка Росаса у егзил 1852. године у Аргентини је дошло до унутрашњег раздора који је потрајао до 1861, када је земља коначно уједињена. Ови догађаји су се рефлектовали и на Уругвај јер су уругвајске политичке фракције подржавале различите претенденте у борби за власт у Аргентини.
Интервенције Бразила у Уругвају су у овом раздобљу биле интензивиране с обзиром на слабости Аргентине и жеље Бразила да прошири своју територију до Рио де ла Плате. У складу са споразумима из 1851. Бразил је војно интервенисао у Уругвају сваки пут када је сматрао да је то потребно. Бразилски цар, председник Аргентине и председник Уругваја Венансио Флорес су 1865. основали Тројни савез. Овај савез је објавио рат парагвајском вођи Франсиску Солану Лопезу чиме је отпочео Парагвајски рат у ком су армије Тројног савеза поразиле Парагвај. Као логистичка база за бразилску морнарицу Монтевидео је рат прошао прилично мирно.
Влада генерала Лоренза Батље и Грауа (1868–72) била је принуђена да сузбије побуну коју је предводила Народна партија. Након двогодишњих борби 1872. је потписан мировни споразум који је бланкосима дао власт у четири департмана Уругваја. Овакав вид вођења кохабитационе политике представљао је тражење компромиса између владајуће и опозиционе странке.
Између 1875. и 1886. највећу моћ у Уругвају је имала војска. Током овог ауторитарног раздобља, влада је предузела кораке ка успостављању модерне државе, охрабрујући привредне и друштвене промене. Лобистичке групе, које су чинили углавном привредници, крупни земљопоседници и индустријалци, биле су добро организоване и имале су снажан утицај на владу.

#### Масовна имиграција и развој
Након Великог рата дошло је до великог прилива имиграната, првенствено из Италије и Шпаније. До 1879. Уругвај је имао више од 438.000 становника. Привреда се убрзано развијала, првенствено је расла сточна производња и извоз. Монтевидео је постао важно привредно средиште региона и место размене добара из Аргентине, Бразила и Парагваја.

### 20. век
Вођа колорадоса Хосе Батље Ордоњез изабран је за председника 1903. године. Наредне године бланкоси су организовали протесте сељака. Протести су потрајали осам месеци након којих је вођа устанка Апарисио Саравија убијен у борбама. Влада је изашла као победник из овог сукоба. Овиме је окончана политика кохабитације, започета 1872. Хосе Батље и Ордоњез је још два мандата био на челу Уругваја (1903-07 и 1911-15) током којих је допринео стабилности државе и развоју привреде, спровео је велике реформе у области социјалне заштите, учешћу државе у многим гранама привреде, и извршној власти.
Габријел Тера је у марту 1931. постао председник Уругваја. Његов долазак на власт се поклопио са ефектима Велике депресије, а односи у друштву су постали веома напети услед повећања незапослености. Дошло је до сукоба где је било жртава међу припадницима полиције и међу левичарима. Тера је 1933. извршио државни удар, распустио је Генералну скупштину и дао себи велика овлашћења. Наредне године донет је нови устав којим је власт у држави дата председнику.
На изборима одржаним 1938. за председника је изабран Терин брат, генерал Алфредо Балдомир. Под притисцима синдиката, и Народне партије Балдомир је пристао на организовање слободних избора, слободу штампе, и доношење новог устава. Током Другог светског рата Уругвај је званично био неутрална земља. Након сукоба између три британска брода са немачким бродом адмирал Граф Шпе у бици код Ла Плате прихваћен је захтев Немаца да брод пристане у луку у Монтевидео, која се сматрала неутралном. Неколико дана касније брод је морао да исплови а убрзо је потопљен. Уругвај је 1945. одбацио политику неутралности и стао је на страну Савезника.
Крајем педесетих година 20. века, делом због смањења светске тражње за пољопривредним производима, Уругвајци су искусили огромно смањење животног стандарда, што је довело студентских и радничких протеста. Створен је урбани герилски покрет познат као Тупамарос, чији су припадници пљачкали банке и плен делили сиромашнима, с циљем успостављања политичког дијалога.
Председник Хорхе Пачеко увео је 1968. ванредно стање, које је следило смањење грађанских слободâ 1972. године. Војска је 1973. укинула Конгрес и успоставила цивилно-војни режим. Око 180 Уругвајаца је убијено током дванаестогодишње војне владавине, између 1973. и 1985. Већина њих је убијена у Аргентини и другим суседним државама, док је њих 36 убијено у Уругвају.

#### Повратак демократији
Нови устав, који је предложила војска, одбачен је на референдуму у новембру 1980. Након референдума, војска је обзнанила план за повратак цивилне власти, те су 1984. одржани општи избори. На тим изборима је победио вођа странке Колорадо Хулио Марија Сангинети, који је дужност председника обављао од 1985. до 1990. Прва Сангинетијева администрација је спровела привредне реформе и учврстила демократски систем након вишегодишње војне владавине.
Луис Алберто Лакаље, кандидат Народне партије, победио је на председничким изборима 1989, док је на референдуму прихваћена амнестија за особе које су кршиле људска права током војног режима. Сангинети је поново изабран за председника 1994. године. Оба председника су наставила привредне и структурне реформе започете обнављањем демократске власти, као и друге реформе с циљем унапређења изборног закона, социјалне заштите, образовања и безбедности.
Избори 1999. су одржани по новом изборном закону који донет уставним амандманом 1996. године. Кандидат странке Колорадо, Хорхе Батље, уз помоћ Народне странке, поразио је кандидата Широког фронта (шп. Frente Amplio) Табаре Васкеза. Коалиција колорадоса и бланкоса се званично распала у новембру 2002. када су бланкоси повукли своје министре из владе, иако су наставили да подржавају колорадосе у већини ствари. Пад цена роба и економски проблеми на главним тржиштима Уругваја (девалвација бразилског реала и аргентинска економска криза 2002) довели су до велике рецесије; привредна активност је смањена за 11%, незапосленост је порасла на 21%, а проценат Уругвајаца који живе испод линије сиромаштва порастао је на више од 30%.
Табаре Васкез је 2004. изабран за председника док је Широки фронт добио већину у оба дома скупштине. Пораст цене артикала допринео је изласку привреде из рецесије. Васкез је утростручио стране инвестиције, смањио незапосленост и сиромаштво, смањио је јавни дуг са 79 на 60% БДП-а, и одржао стабилан ниво инфлације.
Године 2009. за председника Уругваја изабран је Хосе Мухика, бивши левичар који је провео скоро 15 година у затвору током владавине војног режима, а Широки фронт је поново победио на изборима.

## Политички систем
Уругвај је парламентарна република са председничким системом. Чланови владе се бирају на петогодишњи мандат. Право гласа имају сви пунолетни грађани. Уругвај је унитарна држава, што значи да се правосуђе, образовање, здравство, безбедност, спољна политика, и одбрана води са највишег нивоа тј. за ове области задужена је централна власт. Извршну власт има председник и влада са 13 министарстава.
Законодавну власт има Генерална скупштина (шп. Asamblea General), која је дводомна. Њу чине Представнички дом, са 99 чланова изабраних по пропорционалном систему да представљају 19 департмана; и Сената, са 31 чланом, од којих је 30 изабрано по пропорционалном систему на петогодишњи мандат, и потпредседником Уругваја, који председава Сенатом.
На челу правосудног система је Врховни суд. Чланове Врховног суда бира Генерална скупштина са двотрећинском већином. Мандати судија Врховног суда су ограничени на десет година односно седамдесет година живота. Врховни суд је највиша судска инстанца, која је одговорна за проверу уставности закона. Такође, постоје и основни судови, као и апелациони суд.
Садашњи устав Уругваја усвојен је 1997. ослањајући се на устав из 1967. године. Узевши Швајцарску као пример, Устав Уругваја омогућава грађанима да на референдуму изгласају измену или укидање неког закона. Ова могућност је коришћена неколико пута током протеклих 15 година: за потврђивање закона којим се одбацује кривично гоњење чланова војног режима који су кршили људска права од 1973. до 1985; за заустављање приватизације јавних предузећа; за одбрану прихода пензионера; и за заштиту водних ресурса.
Према анкети Латинобарометра из 2010. у Латинској Америци, Уругвајци спадају међу највеће подржаваоце демократије и најзадовољнији су како демократија функционише у њиховој земљи.
Према Индексу слобода у свету, Фридом хауса, Уругвај је сврстан на 27. место. 
Економист интелиџенс јунит (енгл. Economist Intelligence Unit) је 2008. Уругвају дао индекс демократије од 8,08 и сврстао га на 23. место међу 30 земаља света које се сматрају апсолутно демократским. Транспаренси интернашонал сврстава Уругвај на 24. место у свету по степену корупције.

### Административна подела
Уругвај је подељен на 19 департмана који имају законодавну и извршну власт. На челу департмана налази се начелник и законодавно тело које грађани бирају на изборима.
| Департман      | Главни град             | Површина | Број становника (попис 2011) |
| -------------- | ----------------------- | -------- | ---------------------------- |
| Артигас        | Артигас                 | 11.928   | 73.162                       |
| Дуразно        | Дуразно                 | 11.643   | 57.082                       |
| Канелонес      | Канелонес               | 4.536    | 518.154                      |
| Колонија       | Колонија дел Сакраменто | 6.106    | 122.863                      |
| Лаваљеха       | Минас                   | 10.016   | 58.843                       |
| Малдонадо      | Малдонадо               | 4.793    | 161.571                      |
| Монтевидео     | Монтевидео              | 530      | 1.292.347                    |
| Пајсанду       | Пајсанду                | 13.922   | 113.112                      |
| Рио Негро      | Фрај Бентос             | 9.282    | 54.434                       |
| Ривера         | Ривера                  | 9.370    | 103.447                      |
| Роча           | Роча                    | 10.551   | 66.955                       |
| Салто          | Салто                   | 14.163   | 124.683                      |
| Сан Хосе       | Сан Хосе де Мајо        | 4.992    | 108.025                      |
| Серо Ларго     | Мело                    | 13.648   | 84.555                       |
| Соријано       | Мерседес                | 9.008    | 82.108                       |
| Такуарембо     | Такуарембо              | 15.438   | 89.993                       |
| Треинта и трес | Треинта и трес          | 9.529    | 48.066                       |
| Флорес         | Тринидад                | 5.144    | 25.033                       |
| Флорида        | Флорида                 | 10.417   | 67.093                       |
| Укупно         | —                       | 175.016  | 3.251.526                    |
| Белешка: 1.    |                         |          |                              |

### Спољна политика
Уругвај је у новембру 2010. ратификовао Уставни споразум Унасура, чиме је постао девета од дванаест земаља које су то учиниле.
Најважнији трговински партнери Уругваја су Аргентина и Бразил. С обзиром да билатерални односи са Аргентином имају приоритет, Уругвај не даје одобрење британским бродовима на путу за Фолкландска острва да улазе у његове територијалне воде. Између лукâ Монтевидео и Буенос Ајрес постоји ривалство још од времена Шпанске империје. Званичници обе земље су 2010. нагласили да је потребна окончати ово ривалство због регионалних интеграција.
Изградња контроверзне фабрике лесонит плоча на уругвајској страни реке Уругвај 2007. године изазвала је протесте у Аргентини, због страха од могућег загађења животне средине, и довела је до напетости у односима између две земље. Овај неспоразум потрајао је и наредних година, нарочито 2010. после извештаја о повећаном загађењу воде. Касније се испоставило да су у питање фекалне воде из града Гвалегвајчуа у Аргентини. У новембру 2010, Уругвај и Аргентина су обзнанили да ће покушати да дођу до коначног споразума за заједнички надзор над фабриком лесонитних плоча.
Бразил и Уругвај имају потписане споразуме о сарадњи у областима одбране, науке, технологије, енергетике, речног саобраћаја и риболова, с циљем убрзања политичких и привредних веза између две земље.
Уругвај има територијалне спорове са Бразилом око острва Исла Брасилера (шп. Isla Brasilera) и око територије у басену реке Инвернада, површине 235 km², близу села Масољер где се налази извор реке Квараи.
Од повратка демократског режима Уругвај има пријатељске односе са Сједињеним Државама. Трговинске везе између две земље су последњих година знатно проширене. Томе је допринело потписивање билатералних споразума о инвестирању 2004. и 2007. године. Сједињене Државе и Уругвај сарађују и на војном плану јер обе земље играју значајну улогу у мисији Уједињених нација на Хаитију.
Председник Мухика је подржао кандидатуру Венецуеле да се прикључи Меркосуру, као и да венецуелански министар економије Али Родригез постане генерални секретар Унасура. Венецуела се за узврат обавезала да Уругвају дневно испоручује 40.000 барела нафте по повлашћеним условима.
Дана 15. марта 2011, Уругвај је постао седма јужноамеричка земља која је званично признала палестинску државу, иако није прецизирано у којим границама.

### Оружане снаге
Оружане снаге Уругваја су преко министарства одбране подређене председнику државе. Копнена војска има око 14.000 припадника, ратна морнарица 6.000, и ратно ваздухопловство око 3.000 припадника. Служба у војсци је добровољна али влада може да у ванредној ситуацији уведе обавезу служења војног рока. Уругвај је на првом месту у свету по доприносу у мировним снагама Уједињених нација по становнику. Његових 2.513 војника и официра се налази у десет мировних мисија Уједињених нација. Од фебруара 2010, Уругвај има 1.136 припадника у мисији УН-а Минустах на Хаитију и 1.360 припадника у мисији Монук у ДР Конгу. У децембру 2010, уругвајски генерал-мајор Глотдофски је именован за Главног војног посматрача и шефа Групе војних посматрача Уједињених нација у Индији и Пакистану.

## Привреда
Према подацима Светске банке бруто друштвени производ Уругваја је у 2012. износио 49,06 милијарди долара, што представља повећање од 3,6% у односу на претходну годину. Бруто друштвени производ по становнику 2012. је износио 14.449 долара. Током последњих неколико година Уругвај бележи константан раст спољнотрговинског дефицита, који је 2012. износио 2,625 милијарди долара. Инфлација је у истој години достигла 8,1%.

## Географија
Уругвај се простире на 176.215 km², што га чини другом најмањом државом у Јужној Америци (после Суринама) и трећом најмањом територијом, јер је Француска Гијана најмања. Рељеф се углавном састоји од брежуљкастих низија и ниских планинских ланаца кучиљас (шп. cuchillas) као и плодног обалног појаса. Уругвај има обалу у дужини од 660 km.
Уругвај покрива густа речна мрежа, са четири басена. То су басени Рио де ла Плата, реке Уругвај, Лагуна Мерин и Рио Негро. Најважнија река у унутрашњости Уругваја је Рио Негро. Дуж атлантске обале постоји неколико лагуна.
Највиши врх у Уругвају је Серо Катедрал висине 514 m у планинском венцу Сијера Карапе. На југозападу је естуар, река Уругвај и Парана, Рио де ла Плата, који заједно чине западну границу државе.
Монтевидео је најјужнији главни град у Америци, и трећи најјужнији на свету (само су Канбера и Велингтон јужније од њега).

### Клима
Уругвај је у потпуности смештен унутар умереног климатског појаса, који карактерише прилично блага клима у свим деловима земље. Разлике међу годишњим добима су изражене али су екстремне температуре ретке. С обзиром на велику количину воде присутна је велика влажност и честа је појава магле. Због равног рељефа земља је изложена брзим премештањима временских фронтова, те памперу, хладном и повременом врло јаком ветру који дува са аргентинских пампа.
Температура је током године углавном уједначена, ветрови са Атлантика ублажују топла лета, док су велике хладноће током зиме непознате. Највише падавина има током летњих месеци, иако је кишовито време учесталије током зиме. Просечна годишња количина падавина је генерално већа од 1000 милиметара годишње. Највећа је на морској обали а у унутрашњости земље је мања.
Просечна температура је током зиме у месецу јулу од 12 °C у Салту, на северу земље, до 9 °C у Монетвидеу. Средином лета у јануару температура се креће у просеку од 26 °C у Салту до 22 °C у Монтевидеу.
Екстремне температуре које су забележене су 44 °C у Пајсанду 20. januara 1943, и 11 °C у Мелу 14. јуна 1967.

## Становништво
Према попису становништва из 2011, који је спровео Национални институт за статистику (шп. Instituto Nacional de Estadística) Уругвај је 2011. године имао 3.286.314 становника. Мушкарци чине 48,01% (1.577.725) а жене 51,99% становништва (1.708.401). У урбаним подручјима живи 94,66% становништва или 3.110.701 особа, док на селу живи 5,34% становништва или 175.613 људи. Белци чине огромну већину становништва; 94% становништва се изјаснило да је европског, 8% афричког а 5% индијанског порекла. Уругвајци су углавном потомци емиграната из Шпаније и Италије (око четвртине становништва је италијанског порекла), док су знатно мањој мери потомци Британаца и Француза.
Стопа природног прираштаја у Уругвају је знатно нижа него у другим латиноамеричким земљама. Просечна старост становништва је већа у односу на светски просек услед мале стопе рађања, високог животног века, и релативно високе стопе исељавања младих. Четвртина становништва је млађа од 15 док је шестина старија од 60 година.
Монтевидео је једина метропола у земљи. У његовом ширем подручју живи 1,9 милиона људи, или више од половине укупног становништва. Остатак градског становништва живи у тридесетак мањих градова.

### Религија
Уругвај нема званичну религију; црква и држава су законом одвојене, слобода вероисповести је зајамчена. Истраживање из 2008. Националног института за статистику показало је да је католицизам доминантна религија код 45,7% становништва; 9% су припадници других хришћанских деноминација; 0,6% су анимисти или умбандисти (једна афро-бразилска религија); и 0,4% су Јевреји. Особе које верују у бога али не припадају ни једној конфесији чине 30,1%, док атеисти и агностици чине 14 процената становништва.
Политички аналитичари сматрају Уругвај за најсекуларнију државу на америчком континенту. Секуларизација Уругваја почела је још током колонијалног раздобља када је црква имала мали утицај на друштвени живот, поготово у поређењу са осталим деловима Шпанске империје. Малобројни уругвајски Индијанци су се жестоко супротставили прозелитизму чиме су смањили утицај црквених власти. 
Након независности, антиклерикалне идеје стигле су до Уругваја, нарочито из Француске, чиме је настављено слабљење утицаја цркве. Грађански бракови су 1837. признати законом а 1861. држава је преузела управљање јавним гробљима. Развод је озакоњен 1907. а 1909. је цркви забрањено да се меша у рад државних школâ. Хосе Батље и Ордоњез, владао од 1903. до 1911, утицао је да се изврши потпуно одвајање цркве и државе, што је учињено доношењем устава из 1917. године.